# Hollola
Hollola är en kommun i landskapet Päijänne-Tavastland i Finland. Hollola har 23 090 invånare och har en yta på 727,47 km² (varav 650,97 km² land och 76,5 km² vatten). Kommunen gränsar i öster till Lahtis.
Hollola är en enspråkigt finsk kommun.

## Historia
Hollola kyrksockens ursprung torde med säkerhet kunna hänföras till mitten av 1200-talet. Socknen nämns första gången år 1329. Sysmä kyrksocken har avskilts från Hollola i slutet av 1300-talet. Den nämns första gången 1442. I början av 1400-talet har från Hollola avskilts Asikkala och Tennilä (Kärkölä) kapell. I början av 1500-talet avskildes Itis kyrksocken och Nyby (Nastola) kapell från Hollola. 

### Hollola kyrka
Orten har en stenkyrka som uppfördes åren 1495 till 1510. Den tillhör Finlands mest imponerade medeltida byggnader. Långhuset är 42 meter långt och 18 meter brett med en sakristia i norr och ett vapenhus i söder. Det finns fyra olika kalkmålningssviter, varav två är medeltida. Även den fasta inredningen är från medeltiden liksom flera bevarade inventarier. Klockstapeln i empirstil uppfördes 1829-1831.

## Tätorter
Vid Statistikcentralens tätortsavgränsning den 31 december 2021 fanns sju tätorter inom Hollola kommuns område:
| Nr | Tätort                        | Folkmängd |
| -- | ----------------------------- | --------- |
| 1  | Lahtis centraltätort (del av) | 15 003    |
| 2  | Hämeenkoski                   | 1 030     |
| 3  | Hollola kyrkoby               | 676       |
| 4  | Nostava                       | 539       |
| 5  | Herrala                       | 483       |
| 6  | Pyhäniemi                     | 286       |
| 7  | Heinlammi                     | 204       |

## Politik

### Mandatfördelning i Hollola kommun, valen 1976–2021
| 6 | 8 | 6 |  | 3 | 11 |

| 6 | 11 | 6 |  | 4 | 15 |

| 4 | 11 |  | 8 | 3 | 16 |

| 4 | 12 | 8 |  | 3 | 15 |

| 4 | 12 | 3 | 8 | 2 | 14 |

| 3 | 11 | 2 | 8 | 3 | 16 |

| 3 | 10 | 2 | 10 | 3 | 15 |

| 2 | 10 |  | 10 | 6 | 14 |

| 24 | 19 |

|  | 9 |  | 3 | 10 | 3 | 16 |

| 28 | 15 |

| 2 | 7 |  | 8 | 8 | 3 | 14 |

| 28 | 15 |

| 2 | 9 | 3 | 7 | 8 | 2 | 12 |

| 26 | 17 |

|  | 8 | 4 | 10 | 7 | 2 | 11 |

| 30 | 13 |

## Demografi

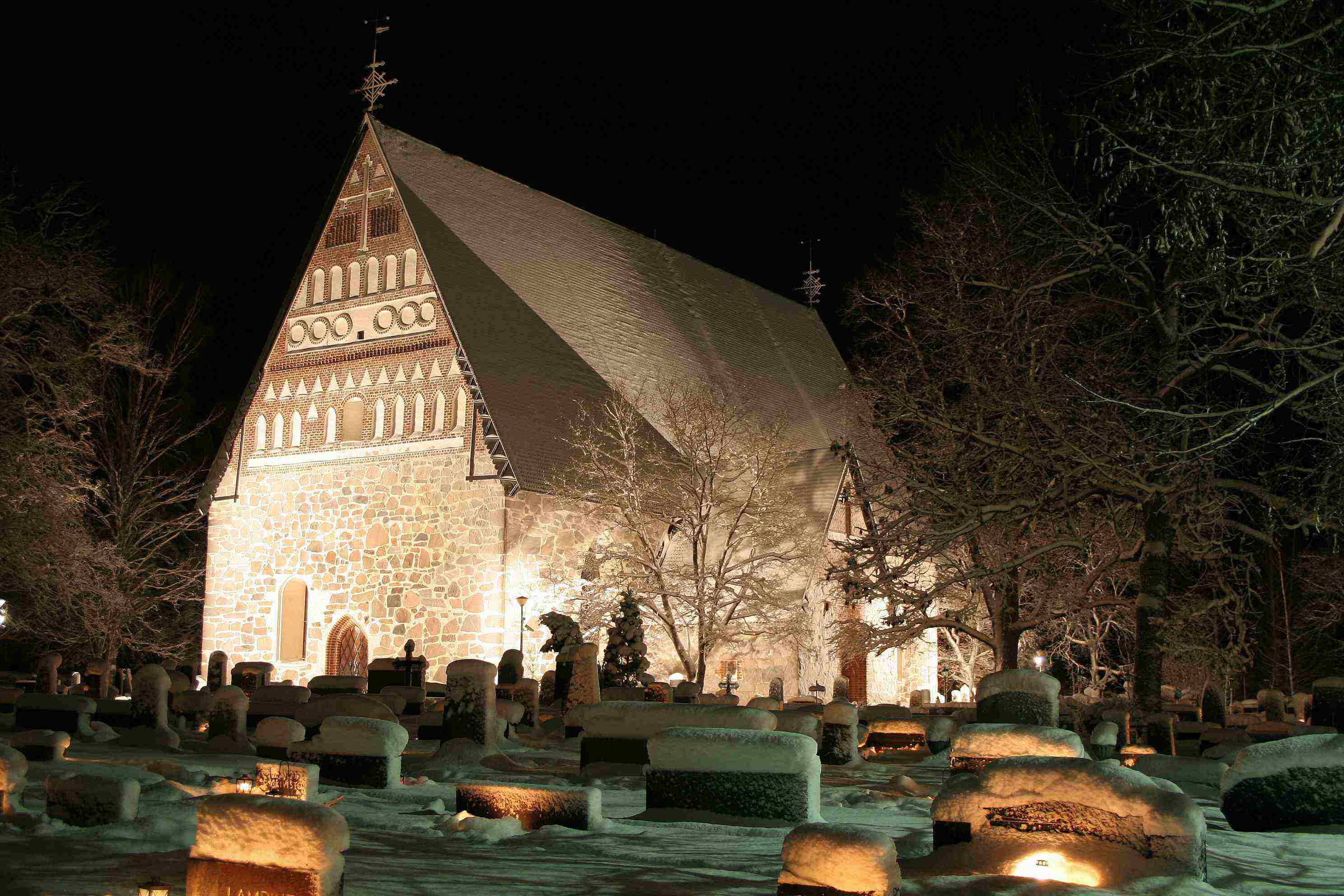
Hollola medeltidskyrka.

### Befolkningsutveckling
| Befolkningsutvecklingen i Hollola kommun 1975–2020                                                           | Befolkningsutvecklingen i Hollola kommun 1975–2020 | Befolkningsutvecklingen i Hollola kommun 1975–2020 | Befolkningsutvecklingen i Hollola kommun 1975–2020 | Befolkningsutvecklingen i Hollola kommun 1975–2020 |
| --- | -------------------------------------------------- | -------------------------------------------------- | -------------------------------------------------- | -------------------------------------------------- |
| |                                                    |                                                    |                                                    |                                                    |
| År |                                                    |                                                    | Folkmängd                                          |                                                    |
| 1975 | 1975                                               |                                                    | 17 075                                             |                                                    |
| 1980 | 1980                                               |                                                    | 18 733                                             |                                                    |
| 1985 | 1985                                               |                                                    | 20 712                                             |                                                    |
| 1990 | 1990                                               |                                                    | 22 236                                             |                                                    |
| 1995 | 1995                                               |                                                    | 22 629                                             |                                                    |
| 2000 | 2000                                               |                                                    | 22 592                                             |                                                    |
| 2005 | 2005                                               |                                                    | 23 390                                             |                                                    |
| 2010 | 2010                                               |                                                    | 24 106                                             |                                                    |
| 2015 | 2015                                               |                                                    | 23 915                                             |                                                    |
| 2020 | 2020                                               |                                                    | 23 251                                             |                                                    |
| Anm: Uppgifterna avser förhållandena den 31 december nämnda år enligt områdesindelningen den 1 januari 2022. |                                                    |                                                    |                                                    |                                                    |

### Språk
Befolkningen efter språk (modersmål) den 31 december 2022. Finska, svenska och samiska räknas som inhemska språk då de har officiell status i landet. Resten av språken räknas som främmande. För språk med färre än 10 talare är siffran dold av Statistikcentralen på grund av sekretesskäl.
| Språk                        | Talare 2022-12-31 | Talare 2022-12-31 |
| Språk                        | Antal             | Andel (%)         |
| ---------------------------- | ----------------- | ----------------- |
| Hela befolkningen            | 22 943            | 100,0             |
| Inhemska språk totalt        | 22 269            | 97,1              |
| Finska                       | 22 197            | 96,7              |
| Svenska                      | 69                | 0,3               |
| Samiska                      | 3                 | 0,0               |
| Främmande språk totalt       | 674               | 2,9               |
| Ryska                        | 232               | 1,0               |
| Estniska                     | 148               | 0,6               |
| Thailändska                  | 45                | 0,2               |
| Engelska                     | 43                | 0,2               |
| Arabiska                     | 35                | 0,2               |
| Tyska                        | 21                | 0,1               |
| Spanska                      | 19                | 0,1               |
| Turkiska                     | 16                | 0,1               |
| Ukrainska                    | 14                | 0,1               |
| Polska                       | 13                | 0,1               |
| Tagalog                      | 13                | 0,1               |
| Språk med färre än 10 talare | 75                | 0,3               |

|  | Finska (96,7 %) |

|  | Svenska (0,3 %) |

|  | Samiska (0,0 %) |

|  | Främmande språk (3 %) |

|  | Finska (96,7 %) |

|  | Svenska (0,3 %) |

|  | Samiska (0,0 %) |

|  | Främmande språk (3 %) |